# 住民票コード
住民票コード（じゅうみんひょうコード）とは、日本の住民票に住民ごとに記載される番号である。住民基本台帳ネットワークシステム上で、日本の住民を一意に特定するために用いられる。
自己の住民票コードは（自己と同一世帯の人の住民票コードも）、住民票の写しで調べることができる。ただし、市区町村の窓口で住民票の写しを請求するときに、住民票コードの記載を特に指定しないと、住民票コードの記載のない写しが交付される。
他人に住民票コードの告知を求めることは住民基本台帳法で禁止されている。

## 付番の対象
日本の市町村・特別区の住民票全てが付番の対象である。住民票コードの創設当時は、住民基本台帳法は日本人住民のみに適用されていたため、外国人住民には住民票がなく、住民票コードもなかった。住民基本台帳法の改正により、外国人住民についても住民票が作成されることになり、2013年（平成25年）7月8日から、在留カードの発行と共に外国人住民の住民票にも住民票コードが記載されるようになった。

## コードの構成
住民票コードは11桁の番号である。左側の10桁は無作為に作成された数字である。末尾の1桁は検査数字（チェックディジット）であり、左側の10桁に基づいて計算される。検査数字の計算方法は公開されている。
| 住民票コードのn桁目（先頭が11桁目） | 住民票コードのn桁目（先頭が11桁目） | 住民票コードのn桁目（先頭が11桁目） | 住民票コードのn桁目（先頭が11桁目） | 住民票コードのn桁目（先頭が11桁目） | 住民票コードのn桁目（先頭が11桁目） | 住民票コードのn桁目（先頭が11桁目） | 住民票コードのn桁目（先頭が11桁目） | 住民票コードのn桁目（先頭が11桁目） | 住民票コードのn桁目（先頭が11桁目） | 住民票コードのn桁目（先頭が11桁目） | 住民票コードのn桁目（先頭が11桁目） |
| ----------------------------------- | ----------------------------------- | ----------------------------------- | ----------------------------------- | ----------------------------------- | ----------------------------------- | ----------------------------------- | ----------------------------------- | ----------------------------------- | ----------------------------------- | ----------------------------------- | ----------------------------------- |
| 11                                  | 10                                  | 9                                   | 8                                   | 7                                   | 6                                   | 5                                   | 4                                   | 3                                   | 2                                   | 1                                   |                                     |
| 無作為に作成された10桁              | 無作為に作成された10桁              | 無作為に作成された10桁              | 無作為に作成された10桁              | 無作為に作成された10桁              | 無作為に作成された10桁              | 無作為に作成された10桁              | 無作為に作成された10桁              | 無作為に作成された10桁              | 無作為に作成された10桁              | 検査数字                            |                                     |

## 付番の方法
住民票への住民票コードの記載は、市町村長と特別区・政令指定都市の区長の権限で行う。
日本全国の都道府県・市区町村が共同で運営する地方公共団体情報システム機構が市区町村別に、住民票コードとして記録できる重複のない複数の番号（番号プール）を指定する。市区町村では、新たな住民票コードが必要になった場合には、その市区町村に割り当てられた番号プールの中から取り出した番号を住民票コードとして住民票に記載する。
以上は2015年（平成27年）10月5日からの取扱いであり、それまでは、番号プールの指定は都道府県知事の事務とされていて、住民基本台帳法の規定に基づいて地方公共団体情報システム機構（2014年（平成26年）4月1日から。それまでは財団法人地方自治情報センター）が都道府県知事から受託していた。
住民票コードは、住民の結婚や転居があっても変わらないが、住民は、いつでも自分の住民票に記載されている住民票コードの変更を市区町村長に請求することができる。また、市区町村長が職権で住民票コードを変更することもできる。

## 利用制限
住民基本台帳法第三十条の三十八

　市町村長、都道府県知事、機構又は総務省（以下この条において「市町村長等」という。）以外の者は、何人も、自己と同一の世帯に属する者以外の者（以下この条において「第三者」という。）に対し、当該第三者又は当該第三者以外の者に係る住民票に記載された住民票コードを告知することを求めてはならない。

住民票コードは一意に国民を特定できる番号となっていることから、その悪用は個々の国民のプライバシー侵害に直結しかねない。そこで、その利用には制限が設けられている。住民票コードを利用できるのは市町村と都道府県、指定情報処理機関、及び住民基本台帳法で定めた国の機関と法人のみに限られている。それ以外の者が住民票コードの告知を要求することやデータベースを作成することは禁止されていて、とくにデータベース化と契約時の告知要求を反復すると、都道府県知事による勧告や命令を経て、それでも違反すると罰則を課せられることとなっている。
また、住民基本台帳カードの番号そのものでもあるので同カードには発行番号が表記されていない。

## 住民票コードのない住民基本台帳
2008年（平成20年）2月14日から大阪府箕面市は、住民基本台帳ネットワークに係る憲法訴訟で大阪高等裁判所から違憲判決を含む敗訴判決を受け、その判決を市長藤沢純一が「判決を支持する」として上告しないで確定した。このことにより、箕面市は判決主文にある「住民基本台帳から原告の住民票コードを削除せよ」という給付義務を負った。このため、箕面市は原告1人の住民票のみを磁気ディスクから、書面による住民票に「改製」し、その際に住民票コード欄に住民票コードを移記しない方法で削除を実施したと発表した。

## 歴史
- 2002年（平成14年）8月5日 - 住民基本台帳ネットワークシステムの稼働。同時に住民票コードの一斉割り当てが行われた。
- 2013年（平成25年）7月8日 - 入管難民法改正により、 在留カードを持っている在日外国人の住民も、住民基本台帳ネットワークシステムの対象になる[1]。外国人住民の住民票に住民票コードが記録される。